# Ljoedmila Koltsjanova
Ljoedmila Sergejevna Koltsjanova (Russisch: Людмила Сергеевна Колчанова) (Sjarja (Oblast Kostroma), 1 oktober 1979) is een Russische atlete, die is gespecialiseerd in het verspringen en hink-stap-springen. Ze nam eenmaal deel aan de Olympische Spelen, maar won hierbij geen medailles.

## Loopbaan
Op de Europese indoorkampioenschappen in 2005 in Madrid werd Koltsjanova met 6,56 m vijfde en bleef hiermee slechts drie cm verwijderd van het brons. In İzmir won ze in 2005 op de universiade het onderdeel verspringen met 6,79 en versloeg hiermee de Portugese Naide Gomes.
In 2006 beleefde Ljoedmila Koltsjanova haar sterkste jaar tot dusver. Ze versloeg op de Europese kampioenschappen in Göteborg opnieuw Naide Gomes en werd zodoende Europees kampioene verspringen met 6,93. In Athene won ze met een sprong van 6,93 de wereldbeker.
In 2007 verbeterde Koltsjanova haar persoonlijk record van 7,11 naar 7,21. Op de wereldkampioenschappen in Osaka won ze het zilver achter haar landgenote Tatjana Lebedeva.
Drie jaar later werd zij op de EK in Barcelona bij het verspringen met 6,75 vijfde, gevolgd door een zesde plaats op de Olympische Spelen in 2012. Het jaar daarop overleefde zij op de WK in Moskou de kwalificatieronde niet. Ze eindigde daarin als zevende met 6,53.

## Titels
- Europees kampioene verspringen - 2006
- Russisch kampioene verspringen - 2007

## Persoonlijke records
Outdoor
| Onderdeel          | Prestatie | Datum       | Plaats |
| ------------------ | --------- | ----------- | ------ |
| verspringen        | 7,21 m    | 27 mei 2007 | Sotsji |
| hink-stap-springen | 13,88 m   | 9 juli 2004 | Kazan  |

Indoor
| Onderdeel   | Prestatie | Datum           | Plaats |
| ----------- | --------- | --------------- | ------ |
| verspringen | 6,82 m    | 2 februari 2008 | Samara |

## Palmares

### hink-stap-springen
- 2005: 6e universiade

### verspringen
Kampioenschappen
- 2005: 6e EK indoor - 6,56 m
- 2005:  universiade - 6,79 m
- 2006:  EK - 6,93 m
- 2006:  Wereldbeker - 6,78 m
- 2007:  WK - 6,92 m
- 2008:  Europese Indoorcup - 6,60 m
- 2010: 5e EK - 6,75 m
- 2012: 6e OS - 6,76 m
- 2013: 7e in kwal. WK - 6,53 m

Diamond League-podiumplekken
- 2010:  Aviva London Grand Prix – 6,65 m
- 2010:  Weltklasse Zürich – 6,73 m